# Margaropus
Margaropus (лат.) — род клещей из семейства иксодовых.
Типовой вид Margaropus winthemi Karsch, 1879
- Margaropus reidi Hoogstraal, 1956

Распространение. Судан (Бахр-эль-Газаль).
Самцы, самки и нимфы найдены на жирафе (Giraffa camelopardalis)
- Margaropus wilevi Walker et Laurence, 1973

Распространение. Восточная провинция.
Самцы и самки собраны с жирафа (Giraffa camelopardalis reticulata de Winton, 1849), найденного мёртвым в саванне на высоте 1300 м над ур.м. в окрестностях г. Исиоло.
- Margaropus winthemi Karsch, 1879

Распространение. ЮАР, Лесото.
Обитает в травянистых и кустарниковых саваннах южноафриканских нагорий (до 1700 м над ур.м.) с прохладным и влажным климатом. Избегает как сухих, так и чрезмерно влажных районов.
Однохозяинный вид. Паразитирует во всех фазах в основном на лошадях, но поражает и крупный рогатый скот. Наибольшая поражённость животных наблюдается в зимние месяцы (май-август).